# Bistorta hayachinensis
Bistorta hayachinensis är en slideväxtart som först beskrevs av Tomitaro Makino, och fick sitt nu gällande namn av Gross. Bistorta hayachinensis ingår i släktet ormrötter, och familjen slideväxter. Inga underarter finns listade i Catalogue of Life.